# Río de la Plata-spanska

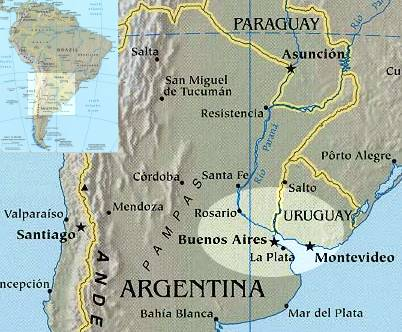
Río de la Plata spanskans utbredningsområde

Río de la Plata-spanska (spanska: castellano rioplatense) är den spanska dialekt som talas kring Río de la Plata, inklusive i de största städerna i Argentina och i Uruguay. Dialekten är mycket karakteristisk och avvikande från andra former av spanska, delvis som en följd av starkt italienskt inflytande. De tre mest betydande städerna där Río de la Plata spanska talas är Argentinas huvudstad Buenos Aires, landets tredje stad Rosario samt Uruguays huvudstad Montevideo samt i dessa städers förstäder och närområden. Denna dialekt är även den som används på Radio och TV i Argentina och Uruguay, vilket bidrar till att dialekten förknippas med vårdat tal i södra Sydamerika. 

## Influenser
Fram till 1870 bestod språkets mest av spanska med vissa influenser från guarani och även quechua. När sedan den europeiska invandringen började på allvar skapades ett kreolspråk där det ursprungliga språket samspelade med främst galiciska, genuanska och napolitanska. 

## Fonologi
Río de la Plata-spanska avviker från övriga spanska varianter främst genom sitt uttal av vissa konsonanter. 
- I likhet med nästan samtliga latinamerikanska varianter kännetecknas Río de la Plata-spanska av yeísmo; med andra ord har uttalen av ll (/ʎ/ i kastillansk spanska) och y (/j/ i kastillansk spanska) sammanfallit. Medan de flesta övriga latinamerikanska dialekter, liksom spanskan i Andalusien uttalar båda dessa ljud som (/j/ så uttalas de i städerna kring Río de la Plata som [ʃ]eller [ʒ] (called zheísmo).  Detta uttal existerar endast i Argentina och Uruguay inom den spanskspråkiga världen och är det mest välkända kännetecknen för denna variant av spanska.

- I slutet av stavelser försvinner ljuden s, z /s/ framför konsonanter, alternativt försvagas de till ett /h/. Frasen Las mesas son blancas ("Borden är vita") uttalas således [lah'mesah sɔn 'blankah]. Detta uttal återfinns i många andra varianter av spanska, bland annat i chilensk spanska samt i karibisk spanska.

- I slutet av verb tenderar r att fallar bort, så att infinitiv som till exempel  comer y amar kan låta som comé y amá. Detta uttal, som även det återfinns i karibisk spanska, betraktas som obildat men är trots det vanligt förekommande.

- Även satsmelodin är karakteristisk för Río de la Plata-spanska, och påminner mer om vissa italienska dialekter än om andra spanska dialekter, som en följd av den stora italienska invandringen till främst Buenos Aires.  Forskare vid det Argentinska vetenskapsrådet (CONICET) har visat hur Buenos-Aires-bornas satsmelodin närmas den som hörs i några dialekter från den neapolitanska regionen (Bilingualism: Language and Cognition ISSN 1366-7289) . Man anser att den här är en relativt sen utveckling (dvs. från början av 1900-talet), eftersom innan denna tiden  porteño-uttalet beskrivits som närmare till detta i södra Spanien (särskilt Andalusien).

Samtliga dessa fenomen ger denna variant av spanska ett uttal som avviker avsevärt från samtliga övriga spanska dialekter.